# Вепсские фамилии
Вепсские фамилии (вепс. Vepsän kanzannimed) — национальная модель образования фамилий у вепсов. Известно, что у вепсов фамилии существовали ещё до активной «фамилизации» крестьян в Российской Империи, которая проходила в начале XIX века. Именно тогда исконные фамилии вепсов, в научной литературе именуемые «уличными фамилиями», были заменены на созвучные им русские аналоги.

## Модель образования фамилий
| Исконная форма    | Официальная форма   |
| ----------------- | ------------------- |
| Haragohned        | Сорокины            |
| Hörčhiižed        | Герчины             |
| Kukeihiineposad   | Кук(к)оевы          |
| Habukahned        | Габуковы            |
| Maimistanderüined | Маймистовы          |
| Klimšhiinehined   | Климовы, Климшиновы |
| Pänthiined        | Пянтуковы           |
| Härghiined        | Неизвестна          |

Чаще всего вепсские фамилии образовывались от прозвищ, имён и топонимов. Так, фамилия Hörčhiižed происходит от прозвища Hörč, фамилия Pänthiined — от топонима Päntampuust (местоположение неизвестно), фамилия Haragohned — от топонима Haragommättaz (урочище Сорокина Гора близь Горного Шёлтозера).
В большинстве фамилий присутствует суффикс -ine, образующий прилагательные, а также окончание -d, образующее множественное число. Существуют фамилии с двумя корнями в основе — например, фамилия Maimistanderüined (derüin «поселение, деревня»), то есть дословно «Маймистодеревенцы».